# Alain Brunard
Pour les articles homonymes, voir Brunard.
Alain Brunard, né le 13 septembre 1959 à Bruxelles,  est un réalisateur et scénariste belge.

## Biographie
En 1982, Alain Brunard participe à La Course autour du monde, émission de télévision sur France 2 et en est le vainqueur.
Il réalise en 1987 plusieurs courts métrages pour le Centre Prévention SIDA. En 1989, il réalise un docu-fiction avec Peter Ustinov pour l’UNESCO. 
Alain Brunard réalise un court-métrage de fiction en 1996, Ne vous inquiétez pas Marie-Thérèse. 
Par après, il réalise plusieurs téléfilms dont, en 2011, Pasteur, l’homme qui a vu. À partir de 2012, il réalise quelques épisodes des séries R.I.S. Police scientifique et À tort ou à raison. En 2014, il réalise Marie Curie, une femme sur le front, un téléfilm dramatique et historique qui remporte deux prix au Festival de Luchon.

## théâtre

### Réalisateur
- 1991 Quasimodo (Abbaye de Villers-la-Ville/été théâtral de Villers-la-Ville

## Filmographie

### Court métrage
- 1996 : Ne vous inquiétez pas Marie-Thérèse ⋅

### Télévision

#### Réalisateur
- 2005 : Marie Antoinette (téléfilm)
- 2008 : Corps perdus (téléfilm)
- 2011 : Pasteur, l'homme qui a vu (téléfilm)
- 2012 : À tort ou à raison (série télévisée) (6 épisodes)
- 2013 : R.I.S. Police scientifique (série télévisée) (1 épisode : Le temps qu'il nous reste)
- 2014 : Marie Curie, une femme sur le front (téléfilm)
- 2016: e-legal (série télévisée) (10 épisodes)
- 2017: La Guerre des Trônes saison 1 (série docu-fiction)
- 2018: La Guerre des Trônes saison 2 (série docu-fiction)
- 2018: Marie-Antoinette : ils ont jugé la reine (fiction-documentaire sur le procès de Marie-Antoinette)
- 2019: La Guerre des Trônes saison 3 (série docu-fiction)
- 2019: La Construction des Pyramides (série docu-fiction)
- 2020: Souçons, les dessous de l'affaire Wesphael (série documentaire)
- 2020: La Guerre des Trônes saison 4 (série docu-fiction)

#### Scénariste
- 2005 : Marie-Antoinette (téléfilm)
- 2008 : Corps perdus (téléfilm)
- 2011 : Pasteur, l'homme qui a vu (téléfilm)
- 2014 : Marie Curie, une femme sur le front (téléfilm)
- 2018: Marie-Antoinette : ils ont jugé la reine (fiction-documentaire)

## Distinctions

### Récompenses
- 2014 : Prix du public, Meilleur Unitaire/Mini-Série au Festival de Luchon pour Marie Curie, une femme sur le front